# 清水江水库
清水江水库是中国广西壮族自治区北海市合浦县境内的一座水库，位于清水江上，建于1959年。水库正常库容为3706万立方米，集雨面积为52平方千米，海拔为26米。